# Bürgeln (Cölbe)
Bürgeln ist ein Ortsteil der Gemeinde Cölbe im mittelhessischen Landkreis Marburg-Biedenkopf. Er ist nach der Kerngemeinde Cölbe der zweitgrößte Ortsteil.

## Geographische Lage

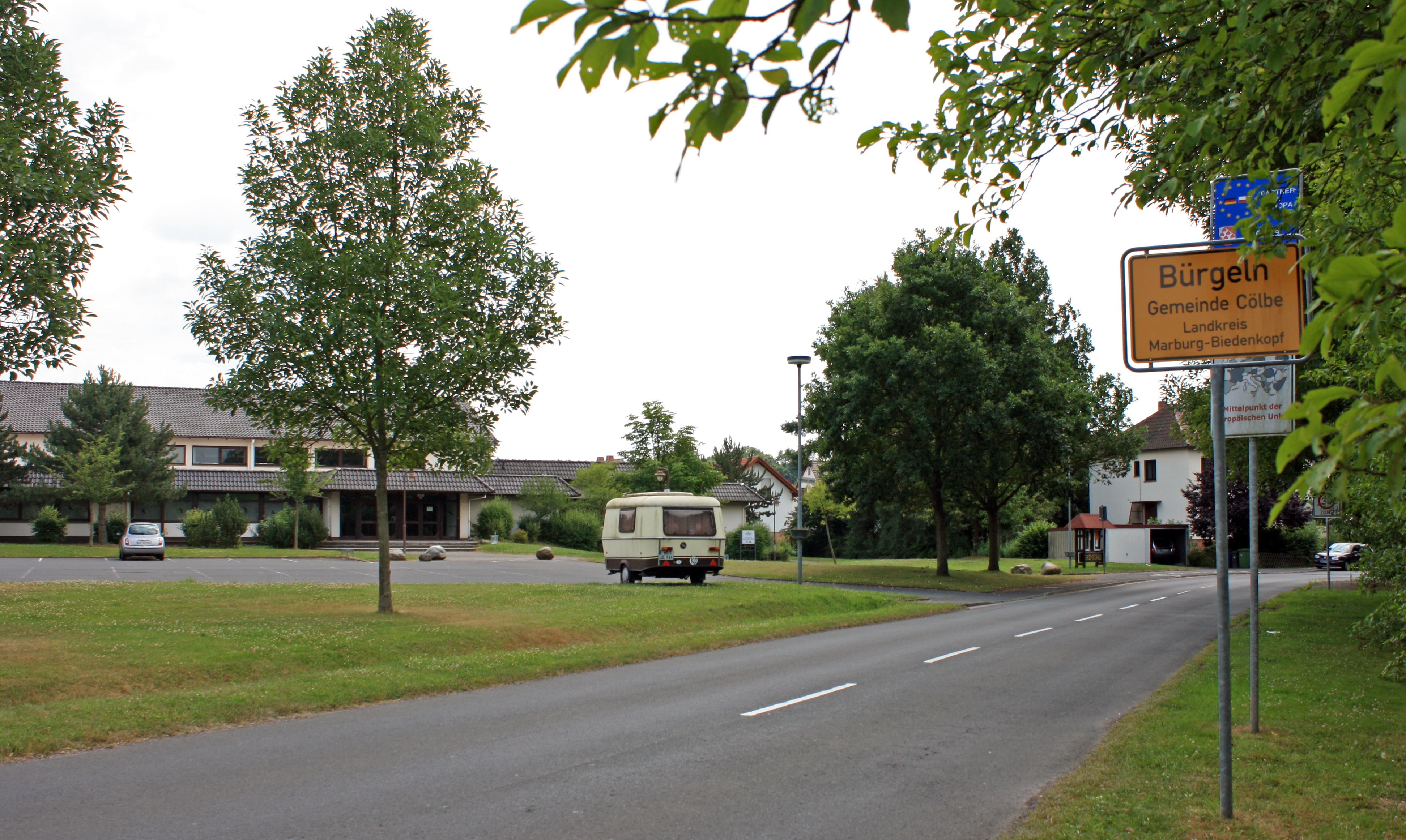
Nördlicher Ortseingang mit Mehrzweckhalle

Bürgeln liegt östlich der Lahnberge in Oberhessen in unmittelbarer Nähe zur Universitätsstadt Marburg und wird in Nord-Süd-Richtung vom Roten Wasser durchflossen. Östlich von Bürgeln verläuft die Bundesstraße 62. Einen Halbkreis um Bürgeln macht die Bundesstraße 3. Ab der Anschlussstelle Cölbe-Bürgeln ist die B3 Richtung Marburg autobahnähnlich ausgebaut. Bürgeln liegt an der Main-Weser-Bahn und hat daher eine sehr gute Anbindung an das Rhein-Main-Gebiet und Kassel. Die Verkehrsverbindung nach Marburg und Gießen ist durch die autobahnähnlich ausgebaute Schnellstraße, Zug und Bus sehr gut.

## Geschichte

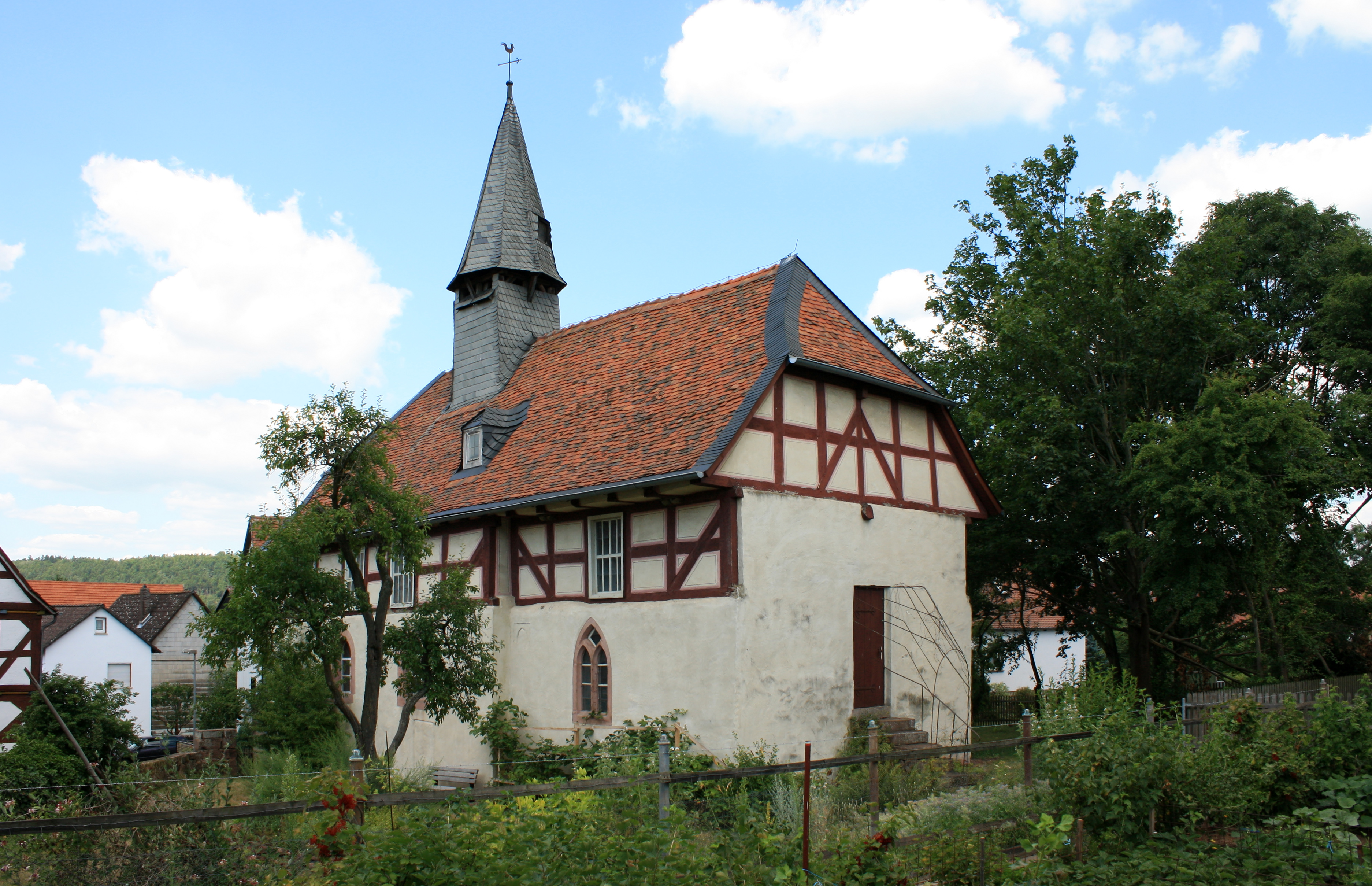
Alte Kirche

### Ortsgeschichte
Soweit bekannt, wurde der Ort als Birgelin erstmals im Jahr 1273 mit Zubehör, neben Cölbe als zweiter Villikationsmittelpunkt der Grundherrschaft des reichsunmittelbaren Stifts Wetzlar urkundlich erwähnt. In erhaltenen Urkunden späterer Zeit wurde der Ort unter folgenden Ortsnamen erwähnt (in Klammern das Jahr der Erwähnung): Byrgele (1334), Byrgeln (1351), Birgeln (1369), Bürgeln (1630).
Bürgeln wurde 1244 an den Ritter Andreas von Marburg zusammen mit der Vogtei der Villikation (officium villicationis) in Cölbe auf Lebenszeit gegen einen Jahreszins verpachtet. Nach seinem Tod 1273 fielen die Vogtei und Bürgeln an seinen Sohn Konrad. Nach Konrads Tod 1334 verkaufte das Stift Wetzlar seine Villikation in Bürgeln und Cölbe gegen einen Jahreszinse als erblichen Besitz mit allen Rechten an die Landgrafschaft Hessen. 1358 belehnte Landgraf Heinrich II. von Hessen die von Fleckenbühl, Nachfahren derer von Marburg, mit Bürgeln. Die Herren von Fleckenbühl trugen 1376 ihren Burgsitz der Landgrafschaft zu Lehen auf. Um 1718 befand sich das Gut derer von Fleckenbühl am nordwestlichen Rand des Dorfes, daneben befand sich ein zweiter Hof, vermutlich von den Herren von Hatzfeld, später der Scholleysche Hof. Beide Gutshöfe waren ab 1746 im Besitz derer von Fleckenbühl. Die Landgrafen von Hessen-Rumpenheim kauften 1829 diese beiden Höfe.
Hessische Gebietsreform (1970–1977)
Im Zuge der Gebietsreform in Hessen wurde die bis dahin selbständige Gemeinde Bürgeln kraft Landesgesetze zum 1. Juli 1974 in die Gemeinde Cölbe eingegliedert. Für Bürgeln, wie für alle ehemals eigenständigen Gemeinden von Cölbe, wurden Ortsbezirke gebildet.

### Burg Bürgeln
Die Burg wurde erstmals 1358 urkundlich erwähnt. Die Erbauer waren wahrscheinlich die Herren von Fleckenbühl. Vermutlich vor 1726 wurde die Burg aufgegeben und zur Gewinnung von Baumaterialien abgebrochen. Von der ehemaligen Burg sind nur noch geringe Reste vorhanden.

### Verwaltungsgeschichte im Überblick
Die folgende Liste zeigt die Staaten und Verwaltungseinheiten, denen Bürgeln angehört(e):
- vor 1567: Heiliges Römisches Reich, Landgrafschaft Hessen, Gericht Schönstadt (Gericht Schönstadt bestand aus den Orten: Cölbe, Bernsdorf, Bürgeln, Betziesdorf, Reddehausen, Schönstädt, Schwarzenborn und Bracht)[7]
- ab 1567: Heiliges Römisches Reich, Landgrafschaft Hessen-Marburg, Gericht Schönstadt
- 1604–1648: Heiliges Römisches Reich, strittig zwischen Landgrafschaft Hessen-Darmstadt und Landgrafschaft Hessen-Kassel (Hessenkrieg), Gericht Schönstadt
- ab 1648: Heiliges Römisches Reich, Landgrafschaft Hessen-Kassel, Amt Marburg
- ab 1806: Landgrafschaft Hessen-Kassel, Amt Marburg
- 1807–1813: Königreich Westphalen, Departement der Werra, Distrikt Marburg, Kanton Rosenthal
- ab 1815: Kurfürstentum Hessen, Amt Marburg[8]
- ab 1821: Kurfürstentum Hessen, Provinz Oberhessen, Landkreis Marburg[9][Anm. 2]
- ab 1848: Kurfürstentum Hessen, Bezirk Marburg
- ab 1851: Kurfürstentum Hessen, Provinz Oberhessen, Landkreis Marburg
- ab 1866: Königreich Preußen, Provinz Hessen-Nassau, Regierungsbezirk Kassel, Landkreis Marburg
- ab 1871: Deutsches Reich, Königreich Preußen, Provinz Hessen-Nassau, Regierungsbezirk Kassel, Landkreis Marburg
- ab 1918: Deutsches Reich, Freistaat Preußen, Provinz Hessen-Nassau, Regierungsbezirk Kassel, Landkreis Marburg
- ab 1944: Deutsches Reich, Freistaat Preußen, Provinz Kurhessen, Landkreis Marburg
- ab 1945: Deutsches Reich, Amerikanische Besatzungszone, Groß-Hessen, Regierungsbezirk Kassel, Landkreis Marburg
- ab 1946: Deutsches Reich, Amerikanische Besatzungszone, Hessen, Regierungsbezirk Kassel, Landkreis Marburg
- ab 1949: Bundesrepublik Deutschland, Hessen, Regierungsbezirk Kassel, Landkreis Marburg
- ab 1974: Bundesrepublik Deutschland, Hessen, Regierungsbezirk Kassel, Landkreis Marburg-Biedenkopf, Gemeinde Cölbe
- ab 1981: Bundesrepublik Deutschland, Hessen, Regierungsbezirk Gießen, Landkreis Marburg-Biedenkopf, Gemeinde Cölbe

### Gerichte seit 1821
Mit Edikt vom 29. Juni 1821 wurden in Kurhessen Verwaltung und Justiz getrennt. In Marburg wurde der Kreis Marburg für die Verwaltung eingerichtet und das Landgericht Marburg war als Gericht in erster Instanz für Bürgeln zuständig. 1850 wurde das Landgericht in Justizamt Marburg umbenannt. Nach der Annexion Kurhessens durch Preußen 1866 erfolgte am 1. September 1867 die Umbenennung des bisherigen Justizamtes in Amtsgericht Marburg. Auch mit dem Inkrafttreten des Gerichtsverfassungsgesetzes von 1879 blieb das Amtsgericht unter seinem Namen bestehen.

## Bevölkerung

### Einwohnerstruktur 2011
Nach den Erhebungen des Zensus 2011 lebten am Stichtag, dem 9. Mai 2011, in Bürgeln 1422 Einwohner. Darunter waren 57 (4,0 %) Ausländer.
Nach dem Lebensalter waren 210 Einwohner unter 18 Jahren, 615 zwischen 18 und 49, 669 zwischen 50 und 64 und 606 Einwohner waren älter. Die Einwohner lebten in 633 Haushalten. Davon waren 186 Singlehaushalte, 168 Paare ohne Kinder und 201 Paare mit Kindern, sowie 60 Alleinerziehende und 18 Wohngemeinschaften. In 96 Haushalten lebten ausschließlich Senioren und in 453 Haushaltungen lebten keine Senioren.

### Einwohnerentwicklung
| Quelle: Historisches Ortslexikon | |
| • 1577:                          | 33 (19 landgräfliche) Hausgesesse. |
| • 1630:                          | 68 Hausgesessene (19 landgräflich: 1 zweispännige, 6 einspännige Ackerleute, 12 Einläuftige); (adlige: 24 Ackerleute, 22 Einläuftige). |
| • 1681:                          | 31 hausgesessene Mannschaften (nur landgräflicher Anteil).                                                                             |
| • 1838:                          | Familien: 21 Tagelöhner, 40 nutzungsberechtigte, 27 nicht nutzungsberechtigte Ortsbürger, 20 Beisassen.                                |

Quelle: Historisches Ortslexikon
| Bürgeln: Einwohnerzahlen von 1747 bis 2011 | Bürgeln: Einwohnerzahlen von 1747 bis 2011 | Bürgeln: Einwohnerzahlen von 1747 bis 2011 | Bürgeln: Einwohnerzahlen von 1747 bis 2011 | Bürgeln: Einwohnerzahlen von 1747 bis 2011 |
| --- | ------------------------------------------ | ------------------------------------------ | ------------------------------------------ | ------------------------------------------ |
| Jahr |                                            |                                            |                                            | Einwohner                                  |
| 1747 | 1747                                       |                                            | 265                                        | 265                                        |
| 1800 | 1800                                       |                                            | ?                                          | ?                                          |
| 1834 | 1834                                       |                                            | 505                                        | 505                                        |
| 1840 | 1840                                       |                                            | 547                                        | 547                                        |
| 1846 | 1846                                       |                                            | 558                                        | 558                                        |
| 1852 | 1852                                       |                                            | 587                                        | 587                                        |
| 1858 | 1858                                       |                                            | 538                                        | 538                                        |
| 1864 | 1864                                       |                                            | 514                                        | 514                                        |
| 1871 | 1871                                       |                                            | 428                                        | 428                                        |
| 1875 | 1875                                       |                                            | 454                                        | 454                                        |
| 1885 | 1885                                       |                                            | 499                                        | 499                                        |
| 1895 | 1895                                       |                                            | 459                                        | 459                                        |
| 1905 | 1905                                       |                                            | 540                                        | 540                                        |
| 1910 | 1910                                       |                                            | 576                                        | 576                                        |
| 1925 | 1925                                       |                                            | 611                                        | 611                                        |
| 1939 | 1939                                       |                                            | 722                                        | 722                                        |
| 1946 | 1946                                       |                                            | 967                                        | 967                                        |
| 1950 | 1950                                       |                                            | 976                                        | 976                                        |
| 1956 | 1956                                       |                                            | 921                                        | 921                                        |
| 1961 | 1961                                       |                                            | 957                                        | 957                                        |
| 1967 | 1967                                       |                                            | 1.011                                      | 1.011                                      |
| 1980 | 1980                                       |                                            | ?                                          | ?                                          |
| 1990 | 1990                                       |                                            | ?                                          | ?                                          |
| 2000 | 2000                                       |                                            | ?                                          | ?                                          |
| 2011 | 2011                                       |                                            | 1.422                                      | 1.422                                      |
| Datenquelle: Historisches Gemeindeverzeichnis für Hessen: Die Bevölkerung der Gemeinden 1834 bis 1967. Wiesbaden: Hessisches Statistisches Landesamt, 1968. Weitere Quellen: LAGIS; Zensus 2011 |                                            |                                            |                                            |                                            |

### Historische Religionszugehörigkeit
| Quelle: Historisches Ortslexikon |                                                                                          |
| • 1861:                          | alle Einwohner lutheranisch                                                              |
| • 1885:                          | 473 evangelische (= 94,79 %), 9 katholische (= 1,80 %), 17 jüdische (= 3,41 %) Einwohner |
| • 1961:                          | 888 evangelische (= 92,79 %), 54 katholische (= 5,64 %) Einwohner                        |

### Historische Erwerbstätigkeit
| Quelle: Historisches Ortslexikon | |
| • 1747:                          | Landgräflicher Anteil: 176: ein Wagner, zwei Bender, zwei Schmiede, 5 Leineweber, drei Schneider, 5 Maurer, zwei Scherenschleifer, ein Korbmacher, zwei Schreiner, zwei Müller, ein Wirt mit Branntweinbrennerei, ein Viehhändler und -schlachter, eine Jüdin, die sich vom Stricken nährt, 11 Tagelöhner. |
| • 1838:                          | Familien: 32 Ackerbau, 30 Gewerbe. |
| • 1961:                          | Erwerbspersonen: 119 Land- und Forstwirtschaft, 165 Produzierendes Gewerbe, 103 Handel und Verkehr, 82 Dienstleistungen und Sonstiges. |

## Politik
Für Bürgeln besteht ein Ortsbezirk mit Ortsbeirat und Ortsvorsteher nach der Hessischen Gemeindeordnung. Er umfasst das Gebiet der ehemaligen Gemeinde Bürgeln.
Der Ortsbeirat besteht aus sieben Mitgliedern. Bei den Kommunalwahlen in Hessen 2021 betrug die Wahlbeteiligung zum Ortsbeirat 53,79 %. Dabei wurden gewählt: zwei Mitglieder der SPD, ein Mitglied des Bündnis 90/Die Grünen und vier Mitglieder der Liste „Gemeinsam aktiv für Bürgeln (GVB)“. Der Ortsbeirat wählte Sebastian Reichel zum Ortsvorsteher.

## Ortsvorsteher seit 1974
(Quelle: )
- Heinrich Seibel 1974–1977
- Heinrich Eucker 1977–1981
- Heinrich Sohn 1981–1986
- Heinz Schlaffer 1986–1991
- Erich Sohn 1991–2013
- Jörg Block 2013–2021
- Sebastian Reichel 2021

## Sehenswürdigkeiten
- Burg Bürgeln
- Heimatmuseum
- Alte Kirche Bürgeln aus dem frühen 12. Jahrhundert mit später aufgesetztem Fachwerkobergeschoss
- Alte Ohmbrücke

## Wirtschaft und Infrastruktur
Im Ort gibt es mehrere kleinere Unternehmen, eine Grundschule, einen Kindergarten mit einer Hortgruppe, die Freiwillige Feuerwehr sowie eine evangelische Kirche. Am nördlichen Ortseingang gibt es eine Mehrzweckhalle. Über den Bahnhof Bürgeln ist der Ort an die Bahnverbindung Marburg – Kassel (Main-Weser-Bahn) angeschlossen.
Bürgeln verfügt über drei Spielplätze und einen Bolzplatz. Am westlichen Ortsrand liegen der Fußballplatz und die Grillhütte. Der Ort gehört zur Pfarrgemeinde „St. Cyriakus und St. Johannes der Täufer“.

## Persönlichkeiten
- Georg Philipp von Fleckenbühl genannt Bürgeln (1701–1780), Jurist, Regierungsrat
- Johann Philipp Franz von Fleckenbühl genannt Bürgeln (1731–1796), Jurist, hessen-kasselischer Minister
- Jean Wilhelm Pfendt (1900–1974), Opernsänger (Bass)